# Río Rircay
Der Río Rircay ist der etwa 45 km lange rechte Quellfluss des Río Jubones in der Provinz Azuay im Südwesten von Ecuador.

## Flusslauf
Der Río Rircay entspringt 35 km südwestlich von Cuenca am Osthang der Cordillera Occidental auf einer Höhe von etwa 3800 m. Er fließt anfangs 25 km in überwiegend südlicher Richtung durch das Bergland. Die Fernstraße E59 kreuzt den Flusslauf bei Flusskilometer 23. Drei Kilometer flussabwärts mündet der Río Girón von Nordosten kommend in den Río Rircay. Dieser wendet sich nun nach Südwesten und vereinigt sich schließlich mit dem aus Süden kommenden Río León zum Río Jubones.